# Eustrotia uncana
Eustrotia uncana är en fjärilsart som beskrevs av Carl von Linné 1761. Eustrotia uncana ingår i släktet Eustrotia och familjen nattflyn. Inga underarter finns listade i Catalogue of Life.